# Washington State Route 16

Mapa silnice.

Washington State Route 16 je 43 kilometrů dlouhá státní silnice v americkém státě Washington spojující města Tacoma a Gorst.

## Popis trasy
Silnice začíná na velké křižovatce s mezistátní dálnicí Interstate 5 v Tacomě, odkud pokračuje severozápadně k Tacomské úžině, části Pugetova zálivu, kterou zdolává prostřednictvím mostu Tacoma Narrows Bridge vedoucího do města Gig Harbor na Kitsapově poloostrově. Odtud pokračuje dále na severozápad přes obce Burley a Bethel a město Port Orchard než skončí na křižovatce s Washington State Route 3 v Gorstu, na západním konci Sinclairovy zátoky.
Silnice je po celou svou délku dálnicí s výjimkou dvou krátkých úseků severně od města Gig Harbor, kde se nachází křižovatky s vedlejšími ulicemi, u kterých se uvažuje o změně kvůli bezpečnosti úseku. Kousek od konce silnice v Gorstu se nachází dalších několik úrovňových křižovatek, podobná se ještě nedávno nacházela v Burley, ale ta byla roku 2009 přeměněna v diamantovou křižovatku.
Přestože silnice vede obecně směrem sever-jih, její sudé označení znamená opak. Západním koncem je tedy křižovatka s SR 3 v Gorstu, nedaleko Bremertonu, východní pak v Tacomě na křižovatce s I-5. Milníky silnice pak začínají počítat kilometry od nuly na východě, ačkoli je zvykem začínat na západě. V oblasti mostu Tacoma Narrows Bridge se navíc nachází úsek, kde není žádný milník téměř pět kilometrů. Příčinou je minulost silnice, jež začínala jako normální městská ulice, nikoli jako dálnice. Od I-5 následovala ulici Pacific Avenue do centra města, kde se obrátila na západ na křižovatce se 6th Street a nakonec pokračovala severozápadně po širokém Olympic Boulevardu, jenž ji dovedl až k mostu. Nyní se na místě místo bulváru nachází městský park.

## Vylepšení
Mezi lety 2002 a 2007 postavilo státní ministerstvo dopravy druhý most souběžný s původním Tacoma Narrows Bridge. Zatímco starý most není zpoplatněný a nachází se na něm pruhy vedoucí na západ, nový most, jenž vypadá stejně jako ten starý, vede na východ a má mýtné v hodnotě čtyř dolarů. K vybírání mýtného se používá technologie RFID, častí uživatelé mostu pak mají nárok na kartu Good To Go!, která jim umožní vyhnout se kolonám u budek vybírajících mýtné prostřednictvím transpondéru na předním okně. S touto kartou se navíc mýtné snižuje na 2,75 dolaru.
Krátce před svým východním koncem silnice vede po mostě zvaném Nalley Valley Viaduct, jehož ojedinělá čtyřnohá struktura a krátká vzdálenost od křižovatek s I-5 a ulicí Sprague Avenue zabraňuje jeho rozšíření. Momentálně se ale pracuje na jeho přestavbě. Práce začaly roku 2009, a to na části mostu vedoucí směrem na západ. Nový most byl dokončen v roce 2011, kdy začaly práce na východ vedoucí části, jež bude dokončena v roce 2013.